# The Black Flame
Чёрное пламя (англ. The Black Flame) — официальный журнал Церкви Сатаны, основанный в 1989 году после закрытия прошлого издания Церкви The Cloven Hoof. Изначально журнал являлся ежеквартальным информационным бюллетенем, впоследствии превратившимся в двухгодичное издание. Журнал, издаваемый компанией Hell’s Kitchen Production Inc., прекратил своё существование в 2005 году после публикации 16 выпуска.